# Grant, Iowa
Grant là một thành phố thuộc quận Montgomery, tiểu bang Iowa, Hoa Kỳ. Năm 2010, dân số của thành phố này là 92 người.

## Dân số
Dân số qua các năm:
- Năm 2000: 102 người.
- Năm 2010: 92 người.